# Штокенбергс, Айгарс
Айгарс Штокенбергс (латыш. Aigars Štokenbergs, 29 августа 1963 года, Рига) — латвийский политический деятель, юрист и экономист. Бывший прокурор, судья и адвокат. Занимал посты министров: юстиции, экономики, по делам регионального развития и самоуправлений. Один из основателей партии Общество за другую политику. Депутат 9 и 10 Саэймы.
Согласно данным WikiLeaks стало известно, что Айгарс Штокенбергс, будучи министром экономики, обещал послу США в Латвии Кэтрин Тодд Бейли защитить интересы Coca-Cola, которые могли пострадать из-за запрета Минздрава торговать в школах и детских садах так называемыми вредными продуктами. Кэтрин Тодд Бейли отмечала в своей депеше, что Штокенбергс в правительстве Айгара Калвитиса «куда влиятельнее, чем может показаться на первый взгляд, потому что вся его деятельность ведется за кулисами».

## Внешние ссылки
- Биография (недоступная ссылка)  (недоступная ссылка с 24-05-2013 [4318 дней] — история, копия) (латыш.)